# GreenJolly
GreenJolly  (Oekraïens: Ґринджоли) is een Oekraïense band die vooral door de deelname aan het Eurovisiesongfestival 2005 bekend werd.

## Geschiedenis
De twee bandleden Kostjoek en Kazyn leerden elkaar in 1992 kennen en waren leden van de reggaeband genaamd Nema Marli. Zeven jaar later, in 1997, begonnen de twee een nieuwe band: GreenJolly, dat voorîal rockmuziek ging maken. In februari 2005 kwam het derde lid Andriy Posetskyi erbij.

## Eurovisiesongfestival 2005
Op 27 februari 2005 won de groep na vijftien weken van voorrondes de Oekraïense nationale finale, net voor Ani Lorak die tweede werd. Het liedje Razom nas bahato was een lofzang voor de nieuwe president Viktor Joesjtsjenko, die na de Oranjerevolutie aan de macht was gekomen. Het liedje moest echter wel worden aangepast, omdat politieke boodschappen verboden waren volgens het reglement van het Songfestival.
Het liedje trad aan in de finale van 21 mei 2005; Oekraïne was namelijk al automatisch geplaatst voor de finale vanwege de winst van het jaar ervoor. Ze eindigden op een negentiende plaats met dertig punten.
2003: Oleksandr Ponomarjov · 
2004: Ruslana · 
2005: GreenJolly · 
2006: Tina Karol · 
2007: Vjerka Serdjoetsjka · 
2008: Ani Lorak · 
2009: Svitlana Loboda · 
2010: Alyosha · 
2011: Mika Newton · 
2012: Gaitana · 
2013: Zlata Ohnevytsj · 
2014: Maria Jaremtsjoek · 
2016: Jamala · 
2017: O.Torvald · 
2018: Mélovin · 
2021: Go_A · 
2022: Kalush Orchestra · 
2023: Tvorchi · 
2024: Alyona Alyona & Jerry Heil · 
2025: Ziferblat